# Мухаммед Алі Шихі
Мухаммед Алі Шихі (фр. Mohamed Ali Chihi) (2 серпня 1961) — туніський дипломат. Надзвичайний і Повноважний Посол Тунісу.

## Життєпис
Народився 2 серпня 1961 року. Після здобуття ступеня бакалавра математики та природничих наук, здобутого в Технічній вищій школі Бізерте, Мохамед Алі Шіхі здобув ступінь магістра економіки на факультеті права та економіки та політики Тунісу. Потім він закінчив Дипломатичну школу в Екологічній національній адміністрації та Міжнародному інституті державного управління в Парижі.
У 1989 році він став дипломатом у посольстві Тунісу в Римі (Італія), до того як очолив адміністративну службу Міністерства закордонних справ у 1990. Згодом, у 1993 році, він був призначений радником посольства Тунісу в Тегерані (Іран), перш ніж був призначений в 2001 році в Арабську організацію освіти, культури та науки, відповідальну за оцінка, як дипломатичний радник.
У 2006 році він став заступником директора, відповідальним за дипломатичні посади за кордоном у міністерстві, до 2011 року, коли його призначили генеральним консулом у Марселі (Франція). У 2013 році він став генеральним директором консульських справ Міністерства закордонних справ, а в 2014 році — Генеральним секретарем Міністерства. 31 жовтня 2014 року він став послом Тунісу у Франції. Замінений Абделазісом Рассою 23 лютого 2017 року, він, наприкінці своєї місії, 6 січня 2017 року, отримав відзнаку Командора Почесного легіону.
16 березня 2017 року стає послом Тунісу в РФ. та за сумісництвом в Туркменістані, у Вірменії, в Білорусі.